# Навчально-науковий інститут фармакології, гігієни та медичної біохімії імені М. П. Скакуна ТНМУ
Навчально-науковий інститут фармакології, гігієни та медичної біохімії імені М. П. Скакуна Тернопільського національного медичного університету імені І. Я. Горбачевського — структурний підрозділ Тернопільського національного медичного університету імені І. Я. Горбачевського.
Розташований у головному корпусі університету на Майдані Волі, 1.

## Історія
Інститут створений за ухвалою вченої ради ТДМУ від 8 червня 2005 року № 14 та наказом ректора від 8 червня 2005 року № 201, почав функціонувати з 15 липня 2005 року.
Інститут став структурним підрозділом медичного факультету для підготовки сучасних спеціалістів з належними медичними знаннями і навичками, а також для проведення комплексних наукових досліджень за профілем інституту.
У березні 2006 навчально-науковому інституту присвоєно ім'я видатного вченого в галузі медицини, акалеміка Миколи Скакуна.

## Наукова робота
Наукова робота в інституті велася за такими напрямками:
- планування та виконання дисертаційних робіт;
- виконання кафедральних та міжкафедральних науково-дослідних робіт;
- виконання госпдоговірних робіт;
- організація та участь у проведенні науково-практичних конференцій;
- організація та виконання студентських наукових робіт;
- забезпечення роботи міжкафедральної науково-дослідної лабораторії.

Щорічно двічі на рік заслуховувалися звіти дисертантів кафедр про виконану наукову роботу та звіти про виконання кафедральних та міжкафедральних науково-дослідних робіт; виконання госпдоговірних робіт; своєчасно подавалися звіти про уже виконані науково-дослідні роботи.
Колективом інституту було отримано близько трьох десятків патентів на винахід, на твір, а також свідоцтва про раціоналізаторські пропозиції.
За останні роки науковці ННІ взяли участь у дослідженнях з трьох госпдоговірних тематик загальним бюджетом понад 200 тис. грн.

## Керівництво
- директор — доктор медичних наук, професор Катерина Андріївна Посохова,
- заступник директора з навчальної роботи — доцент Оксана Іванівна Острівка,
- заступник директора з наукової роботи — доцент Валентина Володимирівна Черняшова.

## Кафедри
На сьогодні основними структурними підрозділами ННІ є три кафедри, обладнаними відповідно до вимог Положення про освітній процес у ТНМУ, кабінетами і оснащенням:

### Кафедра медичної біохімії

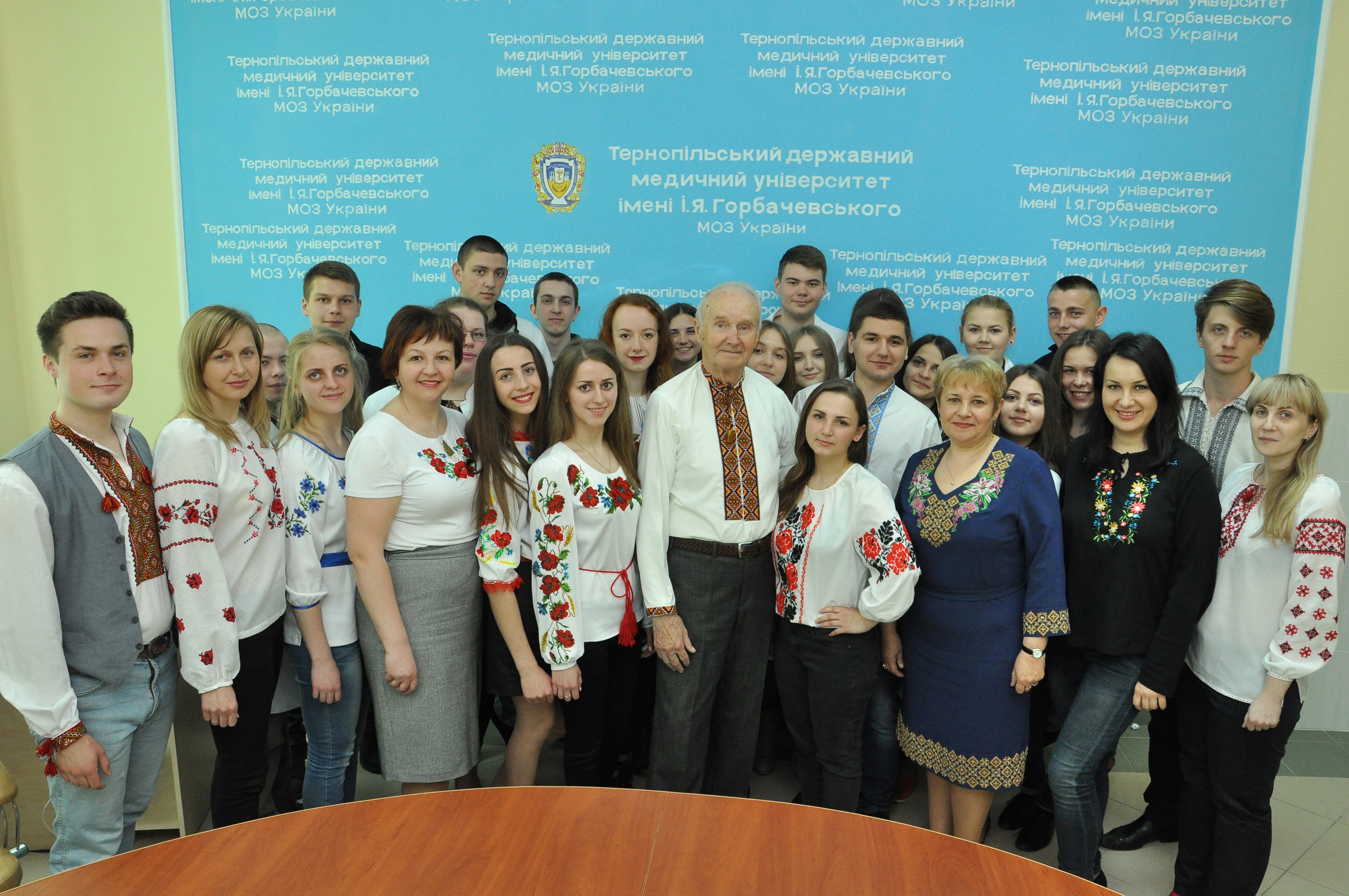
Горбачевські читання на кафедри біохімії

Кафедра біохімії заснована у 1957 році.
Завідувачі кафедри:
- М. Крищенко, доцент — 1957—1958,
- Зента Гуде, доктор медичних наук, професор — 1958—1982,
- А. Ахметшин, доцент — 1974—1984 (кафедра загальної хімії),
- А. Кияшко, доцент — 1982—1985,
- І. Городецький, доцент — 1984—1997 (кафедра загальної хімії),
- Ярослав Гонський, доктор медичних наук, професор — 1985—2002,
- Михайло Корда, доктор медичних наук, професор — 2002—2004,
- Ярослав Гонський, доктор медичних наук, професор — 2004—2006 (в. о. завкафедри),
- Світлана Ястремська, кандидат біологічних наук, доцент — 2006—2011,
- ? — 2011—2014,
- Світлана Підручна, доктор медичних наук, доцент — від вересня 2014.

Колектив кафедри (станом на січень 2017): професори — доктори медичних наук Михайло Корда, Ярослав Гонський, доценти — доктор медичних наук Світлана Підручна, кандидати біологічних наук Оксана Острівка, Алла Мудра, Петро Лихацький, Ольга Яремчук, Марія Куліцька, Тетяна Ярошенко, Ірина Кузьмак, кандидат хімічних наук Надія Василишин, старший викладач кафедри — кандидат медичних наук Галина Шершун, асистенти — Лілія Палиця, аспірант — Ірина Бандас, старші лаборанти — Лідія Каліновська, Наталія Летняк.

### Кафедра фармакології з клінічною фармакологією
Кафедра фармакології тодішнього Тернопільського медичного інституту створена в липні-серпні 1957 року.
Завідувачі кафедри:
- Микола Скакун, доктор медичних наук, професор — 1957—1991,
- Катерина Посохова, доктор медичних наук, професор — 1991—2014,
- Олександра Олещук, доктор медичних наук, професор — від 2014.

Колектив кафедри (станом на січень 2017): професори — доктори медичних наук Олександра Олещук, Катерина Посохова, доценти — кандидати медичних наук Ірина Мосейчук, Оксана Шевчук, Валентина Черняшова, кандидати фармацевтичних наук Віктор Пида, Ірина Герасимець, кандидат біологічних наук Ірина Вольська, асистенти — кандидат фармацевтичних наук Мар'яна Луканюк, кандидати медичних наук Андрій Чорномидз, Оксана Драпак, лаборанти — Христина Курило, аспіранти — Яна Іванків, Галина Фещенко, Галина Лой.
Курс клінічної фармакології: завідувач курсу доктор медичних наук, професор Володимир Шманько, професори — доктор медичних наук Віктор Мерецький, кандидат медичних наук Сергій Маланчук, старший лаборант Леся Липка.

### Кафедра загальної гігієни та екології
Кафедра започаткована в липні 1957 року.
Завідувачі кафедри:
- Марія Антонова, кандидат медичних наук — 1957—1959,
- Орест Перов, доктор медичних наук, професор — 1959—1975,
- Володимир Сергета, доктор медичних наук, професор — 1976—1995,
- Володимир Кондратюк, доктор медичних наук, професор — 1995—1998,
- Богдан Бойчук, доктор медичних наук, професор — 1998—2002,
- Володимир Кондратюк, доктор медичних наук, професор — 2002—2004,
- Микола Кашуба, доктор медичних наук, професор — від 2004.

Колектив кафедри (станом на січень 2017): професори — доктори медичних наук Микола Кашуба, Володимир Кондратюк, доценти — кандидати медичних наук Галина Крицька, Олена Лотоцька, Ольга Сопель, Костянтин Пашко, Наталія Флекей, старший викладач — кандидат медичних наук Неоніла Голка, асистенти — кандидати медичних наук Олександра Копач, Орися Смачило, Оксана Юрчишин, кандидат біологічних наук Ольга Федорів, старші лаборанти — Лариса Гунько, Наталія Бронецька.